# Бардалим Олександр Володимирович
Олекса́ндр Володи́мирович Бардали́м (нар. 13 лютого 1986 — 19 липня 2019) — старшина Збройних сил України, учасник російсько-української війни.

## Життєпис
Народився 1986 року в місті Корсунь-Шевченківський (Черкаська область); закінчив місцеву школу № 2. По тому здобув фах водія в місцевому ПТУ. Працював в охоронній фірмі «Алєкс» і у Харкові. Вступив на заочну форму навчання — до Уманського національного університету садівництва. Любив займатися дослідженням природи та конструюванням.
Від 24 квітня 2015 року проходив службу за мобілізацією, старшина, командир 2-го мотопіхотного взводу 2-ї роти батальйону «Воля». Воював у районі міста Щастя. Підписав контракт, неодноразово продовжував його, останній раз — 16 серпня 2018 року.
19 липня 2019-го прибув на позицію поблизу Мар'їнки — там було поранено солдата Романа Джерелейка та з командиром роти брав участь у його евакуації. За 15 метрів від позиції під час закріплення важкопораненого на ношах, снайпер терористів поцілив у старшину. Від поранення (у бік та руку) помер на місці обстрілу.
21 липня 2019 року похований у Корсуні; у місті оголошено день жалоби.
Без Олександра лишились мама, сестра, дружина Людмила Миколаївна та син Денис 2012 р.н..

## Нагороди та вшанування
- Указом Президента України № 804/2019 від 5 листопада 2019 року за «особисту мужність і самовідданість, виявлені під час бойових дій, зразкове виконання військового обов'язку» нагороджений орденом «За мужність» III ступеня[4].
- відзнака Президента України «За участь в антитерористичній операції»
- відзнака начальника Генерального Штабу Збройних сил України «Учасник АТО»
- Почесна відзнака «За заслуги перед Черкащиною» (посмертно)